# Merch
Die Merch ist ein Bach bei Merchweiler im Saarland. Er entspringt bei Göttelborn und mündet nach 4,4 Kilometern in Illingen von links in die Ill.

## Geographie

### Verlauf
Die Merch wird durch zwei Quellen nördlich von Göttelborn gespeist. Im Jahr 1887 werden noch sieben Quellen verzeichnet. Sie fließt zum Tiefen Graben hin wird nach etwa 100 Metern in einem unterirdischen Rohr geführt und tritt unmittelbar nach Unterquerung der Bundesautobahn 8 wieder zu Tage. Sie verläuft dann durch das obere Merchtal unmittelbar südlich des Absinkweihers Hahnwiese westlich von Merchweiler um dann in Illingen südlich der Burg Kerpen in die Ill zu münden.

### Zuflüsse
Vom Ursprung zur Mündung. Längenangaben nach dem Geoportal Saarland Kartenviewer für das Saarland (Hinweise)
- Wagbach (links),  0,9 km
- Nauwiesbach (rechts), 0,3 km
- Buttermilchheckbach (rechts), 0,5 km
- Erbächelchen (rechts), 0,5 km
- Aubornbach (links), 0,4 km
- Liebfraubach (links), 1,1 km

## Renaturierung
Im Jahr 1990 wurde der Zweckverband Natura Ill-Theel gegründet, der inzwischen die Landschaft um die Ill und ihre Nebenbäche naturnah umgestaltet hat. Dadurch haben sich Biber und viele andere verschwundene Tierarten wieder angesiedelt.
Der Bau eines neuen Schlammweihers für die Grube Göttelborn im oberen Merchtal hätte das Naturschutzgebiet Oberes Merchtal mit seiner Vielfalt an Tier- und Pflanzenarten bedroht.
Nach einer Unterschriftensammlung der Aktionsgemeinschaft Rettet das Merchtal mit über 3500 Unterschriften wurde der ursprüngliche Plan verworfen und ein neuer Standort etwa 200 Meter nördlich gewählt. Wissenschaftliche Untersuchungen ergaben, dass das weitläufige Areal, vor allem wegen der Sandweiden schutzwürdig ist. Im oberen Merchtal ist eine Vielfalt an Tierarten heimisch. So wurden 62 Vogelarten nachgewiesen, von denen neun auf der Roten Liste stehen. Von 36 nachgewiesenen Arten von Faltern stehen neun auf der Roten Liste. Inzwischen hat sich das obere Merchtal zu einem Naherholungsgebiet entwickelt, durch das auch der Saar-Nahe-Wanderweg führt.